# Máté Bereczki

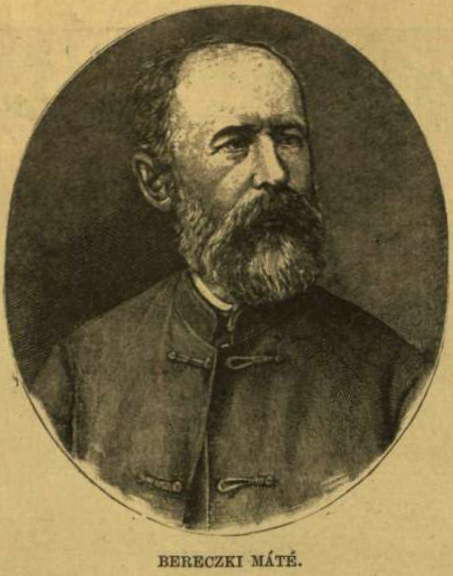

Máté Bereczki; geboren Bagyinszki (* 12. Septemberjul. / 24. September 1824greg. in Romhány, Komitat Nógrád; † 27. Novemberjul. / 9. Dezember 1895greg. Kunágota, Komitat Békés) war ein ungarischer Pomologe.

## Wirken
Er hat zahlreiche pomologische Artikel in ungarischen Zeitschriften veröffentlicht, aber er veröffentlichte auch regelmäßig Artikel in ausländischen Zeitschriften. 1875 fasste er die Informationen über den Obstbau in einem eigenen Werk zusammen und veröffentlichte gleichzeitig eine genaue pomologische Beschreibung der in seinem Garten angebauten Obstsorten, und in Arad veröffentlichte er auf eigene Kosten sein vierbändiges Werk „Obstgartenskizzen“.

## Schriften (Auswahl)
- Gyümölcsészeti vázlatok [Obstgartenskizzen]. Band I-IV; Arad, 1877–1887.